# 176th Wing

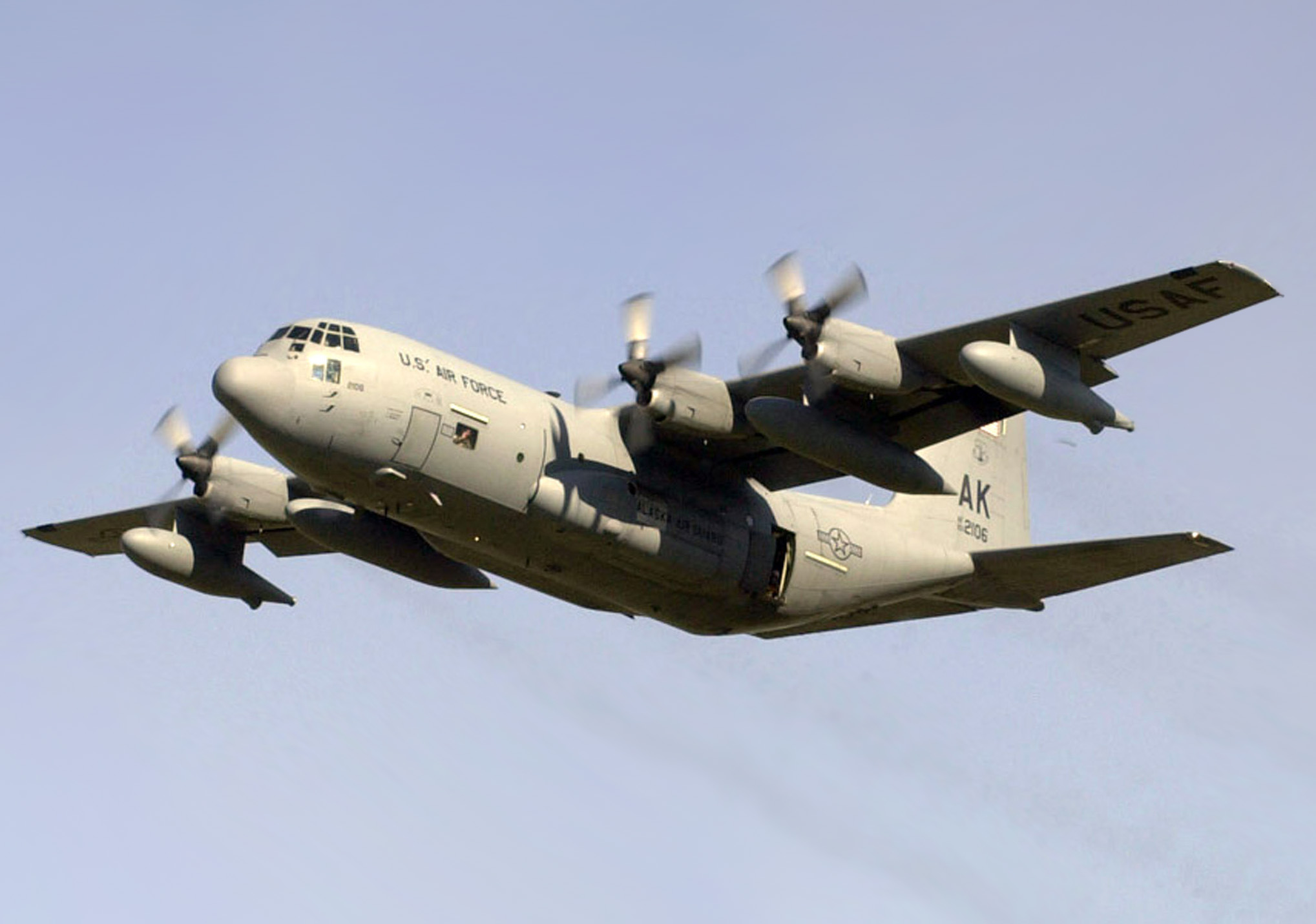
HC-130P del 211th RQS

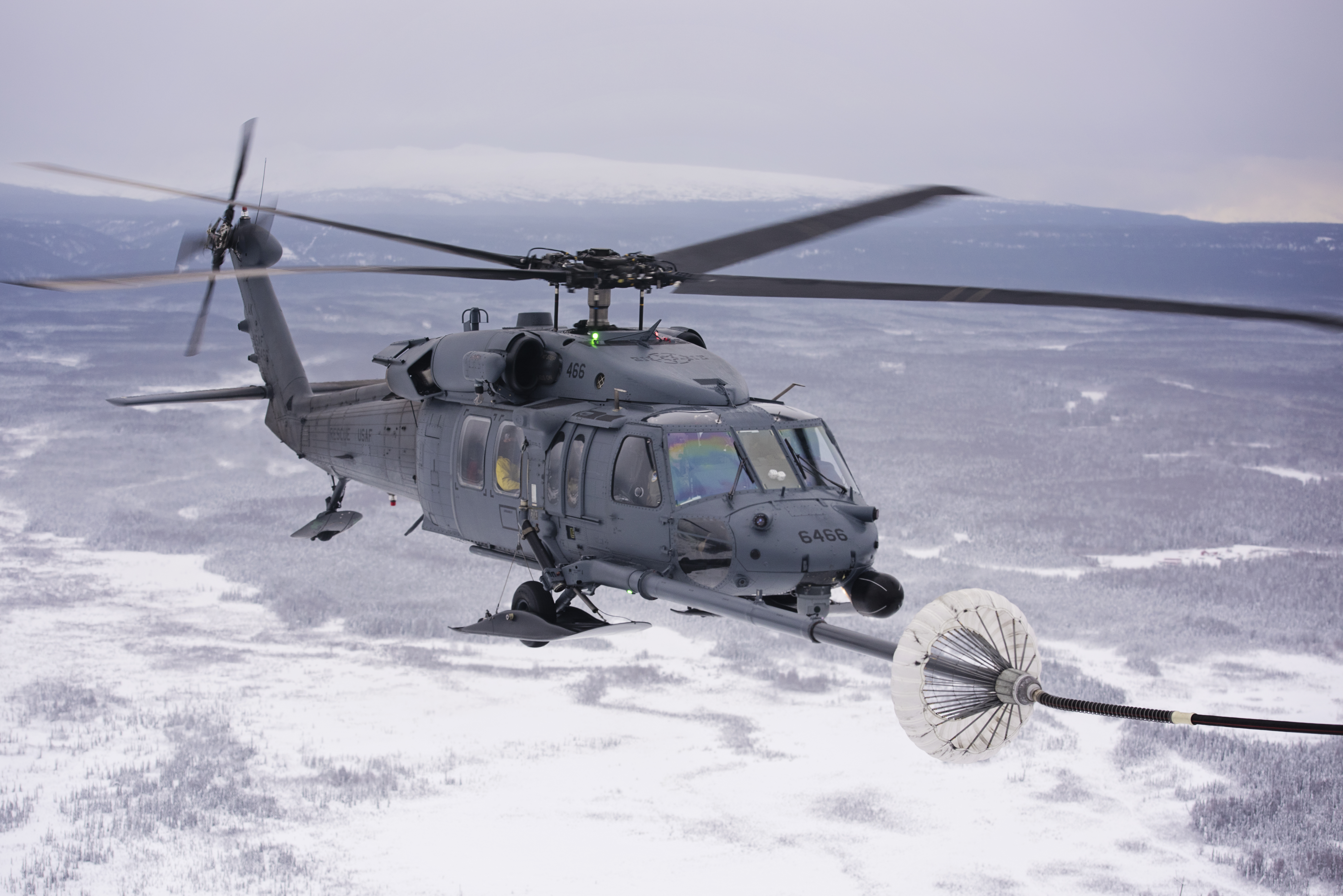
HH-60G del 210th RQS

Il 176th Wing è uno stormo composito dell'Alaska Air National Guard. Riporta direttamente alle Pacific Air Forces quando attivato per il servizio federale. Il suo quartier generale è situato presso la Joint Base Elmendorf-Richardson, in Alaska.

## Organizzazione
Attualmente, al maggio 2017, lo stormo controlla:
- 176th Operations Group
  - 176th Operations Support Squadron
  -  176th Air Defense Squadron
  -  210th Rescue Squadron - Equipaggiato con HH-60G
    - Detachment 1, Eielson Air Force Base, Alaska - Equipaggiato con HH-60G

  -  211th Rescue Squadron - Equipaggiato con 4 HC-130J[2]
  -  212th Rescue Squadron - Equipaggiato con Aerosoccorritori Guardian Angel
  -  144th Airlift Squadron - Equipaggiato con 8 C-17.
 All'unità è associato il 517th Airlift Squadron, 3d Wing
- 176th Maintenance Group
  - 176th Aircraft Maintenance Squadron
  - 176th Maintenance Squadron
  - 176th Maintenance Operations Flight
- 176th Mission Support Group
  - 176th Civil Engineer Squadron
  - 176th Communications Flight
  - 176th Force Support Flight
  - 176th Logistics Readiness Squadron
  - 176th Security Forces Squadron
- 176th Medical Group